# Motorordonnanskorpset
|  | Denne artikel er oprettet af botten Steenthbot ud fra en ekstern database. Den kan derfor have sproglige fejl eller mangler. Denne skabelon kan fjernes efter kontrol af indholdet. |

Motorordonnanskorpset er en dansk dokumentarfilm fra 1936 instrueret af Helge Christensen.

## Handling
Motorordonnanskorpset blev oprettet den 24. juli 1911 af ingeniør Chas. von der Hude (1871-1959) og havde til opgave at støtte hæren som et sikkert forbindelsesled mellem enhederne. Betingelsen for deltagelse i korpset var, at man var ejer af en motorcykel. Korpset blev uniformeret og uddannet i kortlære, meldingstjeneste, motorlære og skydning. Bortset fra militære instruktører var alle frivillige, der efter en såkaldt rekrutuddannelse på få dage blev benævnt motorordonnanser (kilde: Slagelse Lokalarkiv). 
Filmen viser de skiftende formænd og æresmedlemmer, paraden for kongen på Jægersborg Kaserne i 1931 ved 20 års jubilæet og 25 års jubilæet 26. august 1936 med parade og opvisning på Rosenborg. Optagelser af en deling, der rykker ud, terrænkørsel, øvelser med gasmaske, rekrutskole hvor vejspærring forceres og man angribes af fjendtlig geværild.

I de sidste 10 minutter fortælles med fyldige tekstskilte om korpsets tilblivelse, historie - med 1. verdenskrig som storhedstiden - og traditioner. I 1931 har korpset 250 medlemmer. Korpset blev i øvrigt opløst i forbindelse med hærloven af 1937.

## Medvirkende
- Kong Christian X